# Acrolophus whitelyi
Acrolophus whitelyi är en fjärilsart som beskrevs av Druce 1901. Acrolophus whitelyi ingår i släktet Acrolophus och familjen Acrolophidae. Inga underarter finns listade i Catalogue of Life.